# Sans Secret, l'écureuil agent secret
Sans-Secret, l'écureuil agent secret (Secret Squirrel, littéralement « L'écureuil secret »), également connue sous le titre de L'Agent Sans-Secret, est une série télévisée d'animation américaine en 26 épisodes de 6 minutes créée par Hanna-Barbera Productions et diffusée du 2 octobre 1965 au 26 novembre 1966 sur le réseau NBC dans l'émission The Atom Ant/Secret Squirrel Show (en).
La série a été doublée au Québec et diffusée à partir du 16 janvier 1967 à la Télévision de Radio-Canada sous le titre L'Agent Sans-Secret, et en France, à partir du 11 janvier 1978 sur TF1 puis rediffusée le 7 janvier 1981 sur TF1 dans Les Visiteurs du mercredi, en 1982 dans Croque Vacances (TF1) et en 2005 sur Boomerang.

## Synopsis
L'agent Sans-Secret 000 est un écureuil vêtu d'un imperméable et d'un chapeau feutre qui combat les criminels avec l'aide de son fidèle chauffeur et valet, Morocco, une taupe qui, malgré son air endormi, est un expert en arts martiaux. Sans-Secret possède toute une panoplie d'armes secrètes cachée dans son imperméable. Il devra faire face au redoutable Yakov Pakov, un agent ennemi et son principal rival.

## Fiche technique
- Titre original : Secret Squirrel
- Titre français : Sans-Secret, l'écureuil agent secret ; L'Agent Sans-Secret (titre alternatif)
- Réalisateur : Hanna-Barbera
- Scénaristes : Tony Benedict, Warren Foster, Michael Maltese, Dalton Sandifer
- Musique : Ted Nichols
- Production : William Hanna, Joseph Barbera, Alex Lovy
- Sociétés de production : Hanna-Barbera Productions
- Pays d'origine : États-Unis
- Langue : anglais
- Nombre d'épisodes : 26 (2 saisons)
- Durée : 6 minutes
- Dates de première diffusion :  États-Unis : 2 octobre 1965 ;  France : 11 janvier 1978

## Distribution

### Voix originales
- Mel Blanc : Secret Squirrel (Sans-Secret en VF)
- Paul Frees : Morocco[1]

### Voix québécoises
- Marc Favreau : Sans-Secret
- André Montmorency : Morocco
- François Cartier : Yakov Pakov
- Pierre Dufresne[2] : le Patron
- Edgar Fruitier : le Président

## Épisodes
1. Sans Secret sauve le pays
2. Le Grand Méchant loup
3. On a volé le sous-marin
4. Une grand-mère indigne
5. La Visite pacha
6. Robin des Bois
7. Quiproquo
8. Modèle réduit
9. L'Arme secrète
10. Le Coucou géant
11. Un chat explosif
12. La Chasse au trésor
13. Joyaux de la couronne
14. L'Idole a disparu
15. Une jolie photo
16. Le Bouffon mystérieux
17. Le Vaisseau fantôme
18. L’Éléphant du Radjah
19. Sans Secret en vacances
20. Les Robots
21. Sans Secret à Paris
22. Échec à l'espion
23. Naufrage
24. Sans Secret, prisonnier de l'espace
25. Le Miracle sous-marin
26. Titre français inconnu

## Autour de la série
La série est une parodie du célèbre agent 007, James Bond, de la série Le Frelon vert, et de la guerre froide. Une nouvelle série sera produite en 1994 avec un style particulier très moderne et des voix totalement différentes.